# Acacia pachyceras
Acacia pachyceras é uma espécie de leguminosa do gênero Acacia, pertencente à família Fabaceae.